# Anaklet

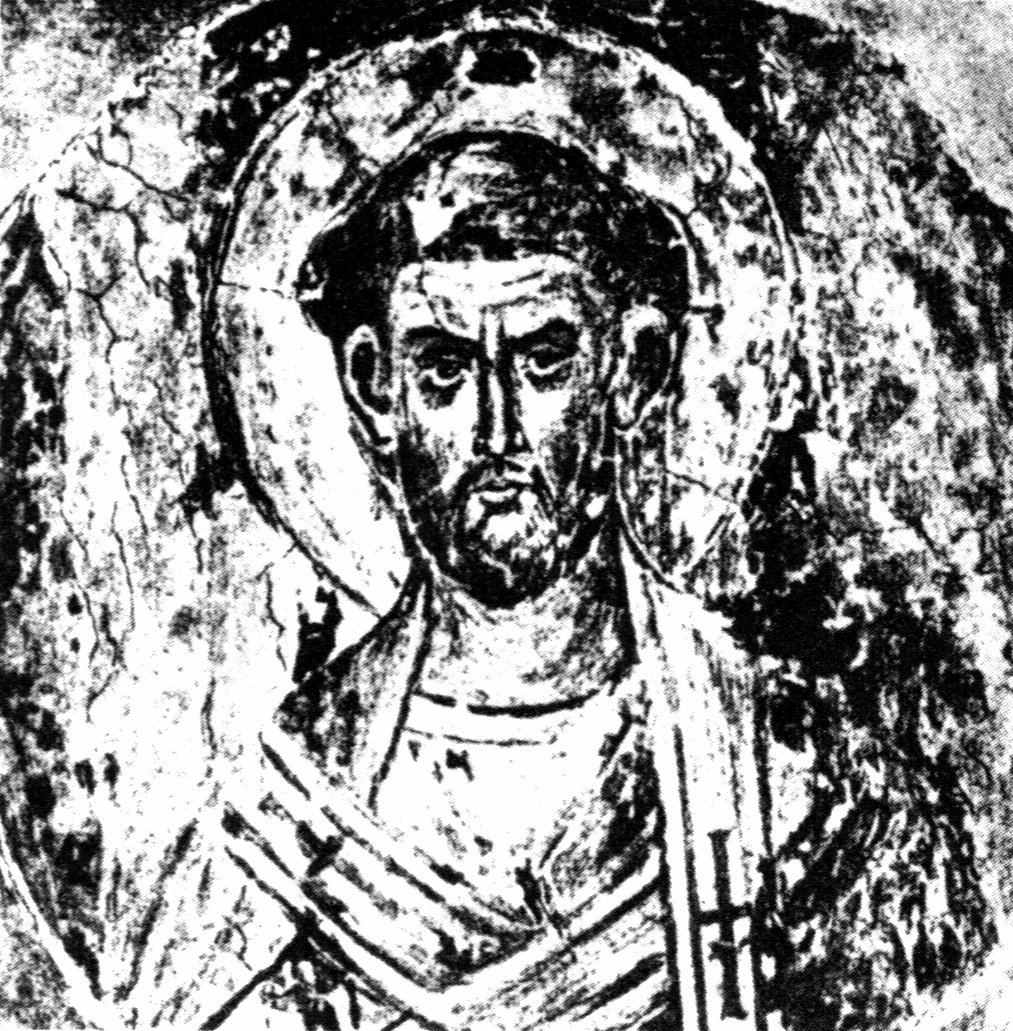
Früheste bildliche Darstellung Anaklets aus dem 6. Jh.
Imago clipeata in S. Paolo fuori le mura, Rom

Anaklet (auch Anenkletos, Anencletus, Anacletus, fälschlich auch als Cletus oder Kletus überliefert) gilt als zweiter Nachfolger des Simon Petrus in der Leitung der Christengemeinde Roms, welche er zwischen 76 und 95 für einen mehrjährigen Zeitraum innegehabt haben soll. Er dürfte ein hervorgehobener Presbyter oder Episkop gewesen und mit dem im römischen Messkanon genannten Kanonheiligen „Kletus“ identisch sein.

## Historische Eckpunkte
Der Name Anaklet (von altgriechisch ὁ Ἀνάκλητος, ho Anáklētos) bedeutet „der Aufgerufene, der Erlesene“. Anenkletos (Ανέγκλητος) war ein in Rom unter Sklaven und Freigelassenen verbreiteter Name, was spekulative Rückschlüsse auf seine soziale Stellung zulässt. Sein Nachfolger Clemens von Rom war möglicherweise ein jüdischer Freigelassener und ehemaliger Haussklave, was ähnlich auch auf Anaklet zutreffen könnte. Historisch ist jedenfalls davon auszugehen, dass Anaklet und Clemens ungefähr gleichzeitig als Presbyter oder Episkopen in Rom amtierten.
Zu dieser Zeit wurde in den Christengemeinden Roms noch vornehmlich Griechisch gesprochen und alle tonangebenden Führungspersönlichkeiten waren griechischsprachige Gemeindemitglieder. Erst im 3. Jahrhundert rekrutierte sich die Führungsschicht der römischen Gemeinde immer stärker aus Lateinisch sprechenden Christen.
Ein monarchischer Episkopat existierte in der römischen Gemeinde zu Anaklets Zeit nicht, vielmehr bildeten die Ältesten (Presbyter) der verschiedenen in der Stadt verteilten christlichen Gruppen oder Hausgemeinden – eventuell noch zusammen mit charismatischen Lehrern oder Propheten – eine Art Führungskollegium der Gesamtgemeinde. Eine herausgehobene Stellung von Kletus/Anaklet unter den römischen Presbytern, vielleicht auch der Titel Episkopos, der sich im Laufe des 2. Jahrhunderts für die Leiter des Presbyterkollegs durchsetzte, werden im Allgemeinen als gesichert betrachtet. Forschungsansätze, die Anaklet und andere in den Bischofslisten verzeichnete Petrusnachfolger für gänzlich erfundene Persönlichkeiten hielten, besitzen nach herrschender Forschungsmeinung keine überzeugende Basis.
Der mögliche gewaltsame Tod Anaklets in der Regierungszeit des römischen Kaisers Domitian (81–96) wird häufig mit der angenommenen Christenverfolgung Domitians in Zusammenhang gebracht. Ausmaß und Historizität der möglichen Verfolgung von Christen unter Domitian sind in der Geschichtswissenschaft allerdings seit den 1970er Jahren zunehmend fraglich geworden und werden angezweifelt. Auch unabhängig von dieser Diskussion ist die Notiz über ein Martyrium des Kletus, die erstmals im Martyrologium Hieronymianum erscheint, als historisches Zeugnis kaum belastbar.

## Überlieferung
In der von Irenäus überlieferten ältesten römischen Bischofsliste wird Anenkletos als Nachfolger des Linus und Vorgänger des Clemens genannt. Diese Reihenfolge, die meist als ursprünglich angenommen wird, bestätigt auch der Kirchenhistoriker Eusebius von Caesarea, der sich in Teilen seiner Darstellung auf Hegesipp beruft: Er bezeichnet Anaklet als dritten Bischof von Rom, der dieses Amt im Jahre 80 von Linus übernommen habe und nach zwölf Jahren von Clemens abgelöst worden sei.
Die von Optatus von Mileve bzw. Augustinus überlieferte alternative Reihenfolge (Linus, Clemens, Anaklet) ist vor dem 4. Jahrhundert nicht bezeugt. Ab Mitte des 4. Jahrhunderts kommt es in römischen Listen wie dem Catalogus Liberianus sowie in von ihm abhängigen Dokumenten wie dem Carmen adversus Marcionitas, dem Martyrologium Hieronymianum und dem Liber Pontificalis zu einer wohl unhistorischen Unterscheidung zwischen zwei Bischöfen ähnlichen Namens, von denen der ältere Clitus und der jüngere Anaclitus geheißen haben soll. Die Reihenfolge und der Zeitraum ihres Wirkens wird in diesen Darstellungen unterschiedlich und teils widersprüchlich erzählt: So sollen dem Liberianischen Katalog zufolge beide unmittelbar hintereinander auf Linus und Clemens gefolgt sein, während spätere Quellen den Kletus als Nachfolger des Linus und Anaklet als Nachfolger des Clemens bezeichnen. Der Liber Pontificalis aus dem 5. Jahrhundert, der diese Reihenfolge etabliert, liefert zu beiden Persönlichkeiten nähere biografische Einzelheiten wie Herkunft (Kletus sei in Rom geboren, Anaklet ein Grieche aus Athen gewesen), Namen ihrer Väter (Aemilianus bzw. Antiochos), Angaben zur Laufbahn und zum bischöflichen Wirken (so soll Kletus bereits dem Petrus als Gehilfe gedient und 25 Presbyter geweiht haben; Anaklet habe in seiner Amtszeit fünf Presbyter, drei Diakone und sechs Bischöfe geweiht). Als Amtszeit wird für Kletus wie schon im Catalogus Liberianus der Zeitraum 77–83, für Anaklet 84–95 genannt; im Widerspruch dazu wird Kletus allerdings von derselben Quelle ein „zwölfjähriges“ Pontifikat zugeschrieben. Auch den Tag ihrer Grablegung spezifiziert der Liber Pontificalis (Kletus 26. April, Anaklet 13. Juli). Alle diese Angaben werden in der Forschung als weitgehend ahistorisch eingeschätzt.
Die Verdoppelung der Person Kletus/Anaklet ist möglicherweise entstanden, weil die Kurzform Κλητος dem vollen Namen Ἀνάκλητος in früheren Listen beigeschrieben wurde, woraus spätere Chronisten irrtümlich zwei verschiedene Persönlichkeiten konstruierten. Beide sollen dem Liber Pontificalis zufolge in unmittelbarer Nähe des Petrusgrabes bestattet sein, das Anaklet selbst durch ein repräsentatives Denkmal (Memoria) geschmückt habe. Diese Notiz, die anachronistisch ist, könnte Mario Ziegler zufolge auf einer Namensverwechslung mit dem römischen Bischof Anicetus beruhen, der zur Zeit des Hegesipp regierte. Ein um 160 errichtetes Petrusheiligtum ist auch archäologisch belegt.
Der römische Messkanon und ihm folgend auch das erste Hochgebet der Heiligen Messe im aktuellen Messbuch der römisch-katholischen Kirche nennt nur Kletus und kennt Anaklet überhaupt nicht. Das mag daran liegen, dass Kletus im Liber Pontificalis als Märtyrer erwähnt wird, während Anaklet eines natürlichen Todes gestorben sein soll, sodass nur Kletus im 6. oder 7. Jahrhundert zusammen mit Linus und Clemens in das Märtyrergedenken des Kanons aufgenommen wurde.
Die Anaklet zugeschriebenen Briefe gehören zu den pseudoisidorischen Fälschungen.

## Verehrung
Der Gedenktag des hl. Kletus im Martyrologium Romanum ist der 26. April, für Anaklet wurde im Calendarium Romanum Generale bis 1960 der 13. Juli als Sterbetag genannt. Beide Gedenktage wurden in den 1960er Jahren wegen historischer Ungewissheit aus dem Generalkalender gestrichen. Im Annuario Pontificio ist Anaklet/Kletus heute als dritter Papst nach Petrus und Linus verzeichnet und seine Regierungszeit von 76 bis 88 datiert. Nach einer erstmals von Ferdinando Ughelli publizierten unhistorischen Legende soll Kletus vor seinem Papstamt von Petrus als Bischof nach Ruvo in Apulien entsandt worden sein, wo sein Andenken in einer mit seinem Namen verbundenen Unterkirche an einem antiken Brunnen verehrt wird, der wohl aus antoninischer Zeit stammt. Anaklet zugeordnete Reliquien befinden sich seit 1999 in der Kirche des heiligen Linus in Rom.

## Ikonographie
Cletus und Anacletus sind beide auf imagines clipeatae (Rundporträts) aus dem Kloster Sankt Paul vor den Mauern dargestellt, die frühesten datieren aus dem 5. und 6. Jahrhundert.
In den frühen Papstzyklen werden Kletus und Anaklet in konventioneller spätantiker Klerikertracht, meist tonsuriert abgebildet. Eine in Abzeichnungen erhaltene Darstellung aus dem Nikolausoratorium zeigte den Papst in Pontifikalien mit Buch und Segensgestus; andere Fresken aus dem 11. Jahrhundert zeigen Kletus bereits im Pluviale mit Tiara. Manchmal ist er zusammen mit Petrus und Linus als Gehilfe des hl. Klemens dargestellt. Im 15. Jahrhundert zeigen schematische Holzschnitte aus Schedels Weltchronik die Päpste mit Tiara und Kreuzstab. Ein Kupferstich von Johann Matthias Steidlin aus dem 18. Jahrhundert nach einem Gemälde von Johann Wolfgang Baumgartner zeigt Anaklet bei der Erhebung der Gebeine des hl. Petrus und bei der Inzensierung des Sarkophags.